# Silvana Ibarra
Silvana Marjorie Ibarra Castillo (Milagro, 17 de febrero de 1959) es una cantante y actriz ecuatoriana con más de tres décadas de carrera artística.

## Trayectoria

### Discografía
- Silvana ...en cuerpo y alma (1989)[4]
- Silvana andicumbias (1990)[5]
- Silvana entre cuerdas (2014)[5]

### Televisión
Silvana actuó en las siguientes telenovelas y programas de televisión:
- Una mujer (1991)
- De la Vida Real (un episodio, en el papel de Lorena Bobbit)
- Cholicienta (2007)
- El secreto de Toño Palomino (2008)
- Mujeres asesinas: episodio Cándida, esposa improvisada (2009)[7]

### Política
En las elecciones legislativas de 2002 fue elegida diputada nacional en representación de la provincia de Guayas por el Partido Roldosista Ecuatoriano. Durante su tiempo en el Congreso presentó 8 proyectos de ley reformatorios.